# 篠崎洋子
篠崎洋子（1945年1月29日—）是一名日本前排球运动员。她在1964年夏季奥林匹克运动会中，参加了女子排球比赛并获得金牌。她也参加了1962年和1967年世界女子排球锦标赛，均获得冠军。